# Chimoio
Chimoio é a capital da província moçambicana de Manica. Tem o estatuto de cidade e administrativamente é um município com um governo local eleito; e é também, desde Dezembro de 2013, um distrito, uma unidade local do governo central, dirigido por um administrador.
De acordo com o censo de 2007 a cidade de Chimoio tem uma população de 238.976 habitantes, numa área de 174 km².

## História
O primeiro núcleo urbano na área, fundado em 1893, foi denominado Vila Barreto, servindo de terminal à linha férrea vinda do porto da Beira. Em 1899 o poder administrativo foi transferido para Chimiala,uma povoação que mudou então de nome para Mandingos e se tornou o embrião da actual cidade. Em 1916 a povoação recebe o nome de Vila Pery, em homenagem a João Pery de Lind, governador do território pela Companhia de Moçambique. A elevação a cidade ocorreu em 17 de Julho de 1969, e em 12 de Junho de 1975 adoptou o nome actual, como resultado de um comício popular orientado pelo primeiro presidente de Moçambique, Samora Machel. De acordo com a tradição oral, o nome Chimoio deriva de um clã local, o clan Moyo.

## Economia
Situada no chamado "corredor da Beira", constituido por uma estrada e linha férrea que ligam o Porto da Beira ao Zimbábue, Chimoio teve desde sempre uma grande importância económica, apesar de se situar no interior moçambicano.

## Infraestrutura

### Transportes
A cidade é atravessada pela rodovia N6, que a liga à Manica, Harare (Zimbábue) e Beira.
Outra facilidade logística importante é o Caminho de Ferro Beira-Bulavaio, que a conecta ao porto da Beira, de onde pode escoar sua produção agrícola.
A cidade ainda dispõe de uma aeródromo, o Aeroporto de Chimoio (VPY).

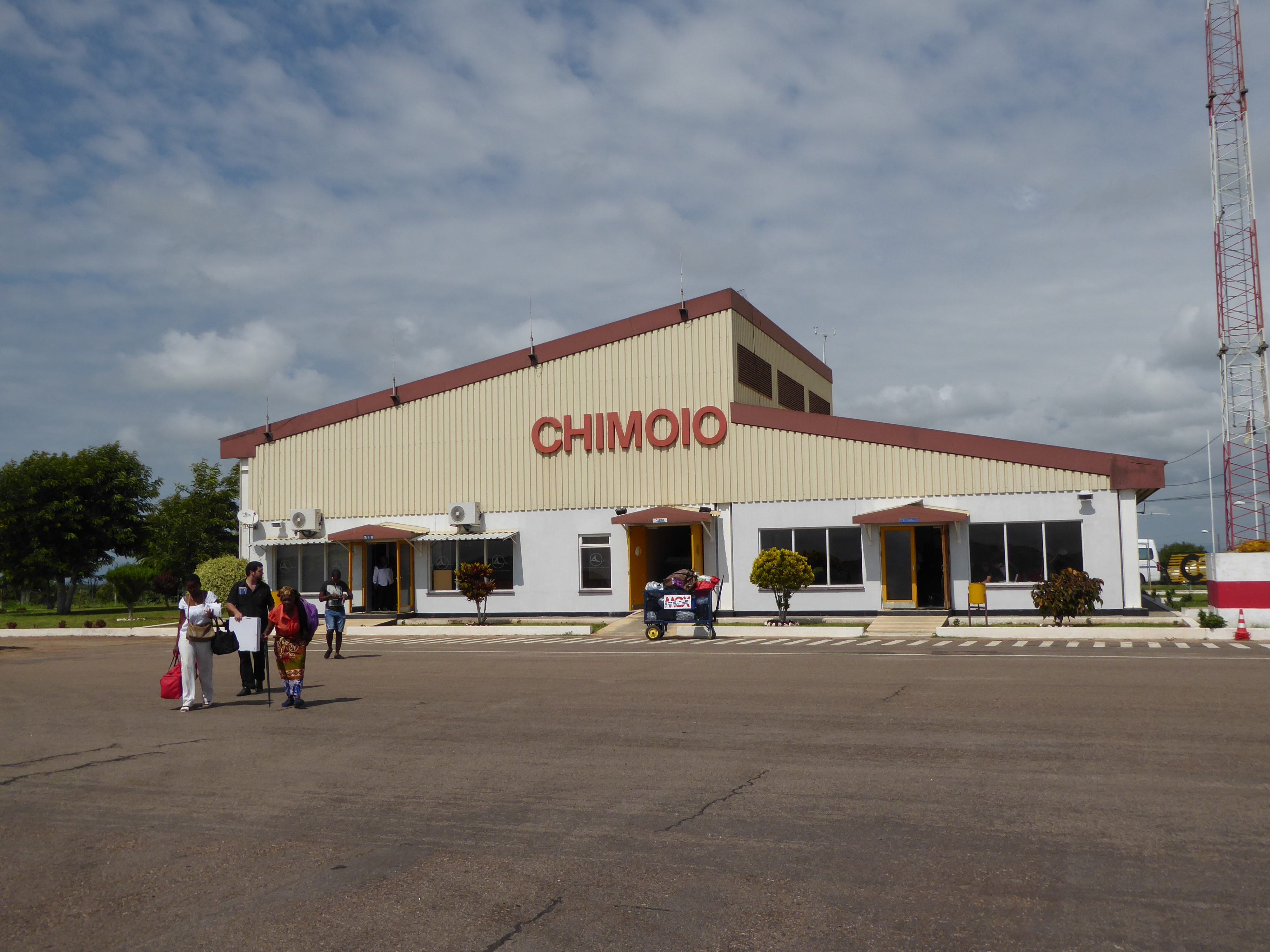
Edifício do aeroporto de Chimoio

### Educação
Chimoio dispõe da unidade de ensino Faculdade de Engenharia Ambiental e dos Recursos Naturais, vinculada à Universidade Zambeze, principal instituição superior da localidade.